# Nathan Peavy
Pour les articles homonymes, voir Peavy.
Nathan Peavy, né le 31 mars 1985 à Dayton (Ohio), est un joueur portoricain de basket-ball. Il évolue au poste d'ailier fort.